# Cassandra (serie televisiva)
Cassandra è una miniserie televisiva tedesca composta di sei episodi, creata e diretta da Benjamin Gutsche e visibile su Netflix dal 6 febbraio 2025.

## Trama
Amburgo, gennaio 2025. Samira, dopo il tragico suicidio di sua sorella, si trasferisce con il marito (un noto scrittore di gialli) e i due figli (un ragazzo adolescente e una bambina) in una nuova casa, che negli anni 70 era stata la prima smart house tedesca, governata da un'assistente virtuale, l'androide Cassandra, risvegliata da Fynn, il figlio di Samira, dopo decenni di inattività. 
Cassandra, robot programmato 50 anni prima per controllare tutta l'abitazione, era inattiva sin dalla misteriosa morte dei precedenti inquilini, la cui storia viene rivelata tramite vari flash-back.
Cassandra è però dotata di volontà propria, e vede nell'arrivo di Samira, con cui entra in drammatica rivalità, una nuova opportunità: si impegna infatti a diventare un membro indispensabile della famiglia, cercando di sostituire la stessa Samira, ed è disposta a tutto pur di non essere messa da parte e trattenere i nuovi inquilini dentro la casa.
La donna, sempre più perseguitata dal robot domestico, fatica a farsi ascoltare dai suoi familiari, ma scoprirà che Cassandra è ben più di un assistente tecnologico, essendo stata programmata sulla base della personalità della precedente padrona di casa.

## Episodi
| n° | Titolo originale     | Titolo italiano     | Distribuzione internazionale |
| -- | -------------------- | ------------------- | ---------------------------- |
| 1  | Ein neuer Anfang     | Un nuovo inizio     | 6 febbraio 2025              |
| 2  | Wer bin ich?         | Chi sono?           | 6 febbraio 2025              |
| 3  | Endspiel             | L'ultima partita    | 6 febbraio 2025              |
| 4  | Ein Kinderspiel      | Un gioco da bambini | 6 febbraio 2025              |
| 5  | Du bist nicht allein | Non sei sola        | 6 febbraio 2025              |
| 6  | Frohe Weihnachten    | Buon Natale         | 6 febbraio 2025              |

## Colonna sonora
La scena finale e i titoli di coda dell'ultimo episodio sono accompagnati dalla voce di Milva che canta in tedesco  Ich hab' keine Angst, brano con musica di Vangelis del 1981, tratto dall'omonimo album e successivamente inciso in italiano con il titolo Dicono di me (1983).